# Chủ tịch Ủy ban Quốc vụ Cộng hòa Dân chủ Nhân dân Triều Tiên
Chủ tịch Ủy ban Quốc vụ Cộng hòa Dân chủ Nhân dân Triều Tiên (tiếng Triều Tiên: 조선민주주의인민공화국 국무위원장) là lãnh đạo tối cao, nguyên thủ quốc gia của Cộng hòa Dân chủ Nhân dân Triều Tiên và tổng tư lệnh Quân đội Nhân dân Triều Tiên. Chủ tịch Uỷ ban Quốc vụ là người đứng đầu Ủy ban Quốc vụ, cơ quan lãnh đạo cao nhất của Triều Tiên.
Chủ tịch Ủy ban Quốc vụ lãnh đạo công tác của Nhà nước, bổ nhiệm các chức danh nhà nước quan trọng, cử đại diện ngoại giao, ký điều ước quốc tế, ban bố tình trạng khẩn cấp, tình trạng chiến tranh, lệnh động viên, chỉ đạo quốc phòng trong thời chiến và chỉ huy lực lượng vũ khí hạt nhân của Triều Tiên.
Chủ tịch Ủy ban Quốc vụ do Hội đồng Nhân dân Tối cao bầu ra. Chức vụ này do Tổng Bí thư Đảng Lao động Triều Tiên kiêm nhiệm với tư cách là lãnh đạo tối cao của Triều Tiên. Nhiệm kỳ của chủ tịch Ủy ban Quốc vụ theo nhiệm kỳ của Hội đồng Nhân dân Tối cao.
Chủ tịch Ủy ban Quốc vụ đương nhiệm là Kim Jong-un, nhậm chức vào ngày 29 tháng 6 năm 2016 và được tái cử nhiệm kỳ thứ hai vào ngày 11 tháng 4 năm 2019.

## Lịch sử

### Chủ tịch Ủy ban Quốc phòng
Tiền thân của chức vụ chủ tịch Ủy ban Quốc vụ là chủ tịch Ủy ban Quốc phòng thuộc Ủy ban Nhân dân Trung ương (중앙인민위원회 국방위원회 위원장), được thành lập vào ngày 28 tháng 12 năm 1972. Vào thời điểm đó, Ủy ban Quốc phòng là một ủy ban trực thuộc Ủy ban Nhân dân Trung ương, cơ quan lãnh đạo cao nhất của Triều Tiên từ năm 1972 đến năm 1998.
Hiến pháp năm 1972 quy định chủ tịch nước Cộng hòa Dân chủ Nhân dân Triều Tiên là chủ tịch Ủy ban Quốc phòng, đồng thời là tổng tư lệnh Quân đội Nhân dân Triều Tiên. Kim Nhật Thành giữ chức chủ tịch nước kiêm chủ tịch Ủy ban Quốc phòng từ ngày 28 tháng 12 năm 1972 đến ngày 9 tháng 4 năm 1993.
Ngày 9 tháng 4 năm 1992, Hội đồng Nhân dân Tối cao thông qua sửa đổi hiến pháp thành lập Ủy ban Quốc phòng như một cơ quan riêng biệt với Ủy ban Nhân dân Trung ương, đổi tên chức vụ thành chủ tịch Ủy ban Quốc phòng (국방위원회 위원장) và quy định chủ tịch Ủy ban Quốc phòng là người đứng đầu cơ quan lãnh đạo quân sự cao nhất của Triều Tiên.
Sửa đổi hiến pháp năm 1992 bỏ quy định chủ tịch nước phải là chủ tịch Ủy ban Quốc phòng và tổng tư lệnh Quân đội Nhân dân Triều Tiên, cho phép Kim Jong-il, người được chỉ định kế nhiệm Kim Nhật Thành, được bầu làm chủ tịch Ủy ban Quốc phòng vào ngày 9 tháng 4 năm 1993. Trước đó, Kim Jong-il được bầu làm phó chủ tịch thứ nhất Ủy ban Quốc phòng vào ngày 24 tháng 5 năm 1990 và trở thành tổng tư lệnh Quân đội Nhân dân Triều Tiên vào ngày 24 tháng 12 năm 1991.
Sau khi Kim Nhật Thành qua đời vào ngày 8 tháng 7 năm 1994, Hội đồng Nhân dân Tối cao thông qua sửa đổi hiến pháp vào ngày 5 tháng 9 năm 1998, suy tôn Kim Nhật Thành là chủ tịch vĩnh viễn của Triều Tiên, bãi bỏ chức vụ chủ tịch nước và tăng cường quyền hạn của chủ tịch Ủy ban Quốc phòng.
Tuy hiến pháp sửa đổi năm 1998 biến chủ tịch Ủy ban Quốc phòng trở thành chức vụ cao nhất của Triều Tiên, nhưng chức vụ này không phải là nguyên thủ quốc gia; chủ tịch Đoàn Chủ tịch Hội đồng Nhân dân Tối cao tiếp tục nguyên thủ quốc gia của Triều Tiên từ năm 1998 đến năm 2019.
Ngày 9 tháng 4 năm 2009, Hội đồng Nhân dân Tối cao thông qua sửa đổi hiến pháp tăng cường quyền hạn của chủ tịch Ủy ban Quốc phòng, quy định chủ tịch là lãnh đạo tối cao của Triều Tiên, có quyền lãnh đạo công tác của Nhà nước, ký điều ước quốc tế, bổ nhiệm, miễn nhiệm các chức danh quốc phòng quan trọng, ban hành lệnh đặc xá, tuyên bố tình trạng khẩn cấp, tình trạng chiến tranh và ban hành lệnh động viên.
Sau khi được bầu làm chủ tịch Ủy ban Quốc phòng vào năm 1993, Kim Jong-il được tái cử vào tháng 9 năm 1998, tháng 9 năm 2003 và tháng 4 năm 2009 và giữ chức vụ  cho đến khi qua đời vào ngày 17 tháng 12 năm 2011.

### Chủ tịch thứ nhất Ủy ban Quốc phòng
Sau khi Kim Nhật Thành qua đời, chức vụ chủ tịch Ủy ban Quốc phòng bị bỏ trống từ tháng 12 năm 2011 đến tháng 4 năm 2012.
Ngày 13 tháng 4 năm 2012, Hội đồng Nhân dân Tối cao thông qua sửa đổi hiến pháp, suy tôn Kim Jong-il là chủ tịch vĩnh viễn Ủy ban Quốc phòng (영원한 국방위원회 위원장), bãi bỏ chức vụ này và thành lập chức vụ chủ tịch thứ nhất Ủy ban Quốc phòng (국방위원회 제1위원장).
Kim Jong-un được bầu làm chủ tịch thứ nhất Ủy ban Quốc phòng vào ngày 13 tháng 4 năm 2012 và được tái cử nhiệm kỳ thứ hai vào tháng 4 năm 2014.

### Chủ tịch Ủy ban Quốc vụ
Ngày 29 tháng 6 năm 2016, Hội đồng Nhân dân Tối cao thông qua sửa đổi hiến pháp thành lập Ủy ban Quốc vụ thay thế Ủy ban Quốc phòng và thiết lập chức vụ chủ tịch Ủy ban Quốc vụ.
Kim Jong-un được bầu làm chủ tịch Ủy ban Quốc vụ vào ngày 29 tháng 6 năm 2016 và được tái cử nhiệm kỳ thứ hai vào ngày 11 tháng 4 năm 2019.
Năm 2019, Hội đồng Nhân dân Tối cao thông qua sửa đổi hiến pháp quy định chủ tịch Ủy ban Quốc vụ là nguyên thủ quốc gia của Triều Tiên và trao cho chủ tịch Ủy ban Quốc vụ quyền công bố pháp lệnh của Hội đồng Nhân dân Tối cao, nghị định, quyết định của Ủy ban Quốc vụ và bổ nhiệm đại diện ngoại giao của Triều Tiên ở nước ngoài.

## Bầu cử
Hiến pháp quy định chủ tịch Ủy ban Quốc vụ do Hội đồng Nhân dân Tối cao bầu ra theo “sự đồng thuận của toàn thể nhân dân Triều Tiên”.
Việc bầu chủ tịch Ủy ban Quốc vụ được tiến hành tại kỳ họp của Hội đồng nhân dân tối cao. Ủy ban Trung ương Đảng Lao động Triều Tiên quyết định danh sách đề cử ứng cử viên chủ tịch Ủy ban Quốc vụ. Chủ tịch Ủy ban thường vụ Hội đồng Nhân dân Tối cao trình danh sách đề cử để Hội đồng Nhân dân Tối cao bầu chủ tịch Ủy ban Quốc vụ. Trên thực tế, tổng bí thư Đảng Lao động Triều Tiên kiêm nhiệm chức vụ chủ tịch Ủy ban Quốc vụ.
Nhiệm kỳ của chủ tịch Ủy ban Quốc vụ theo nhiệm kỳ của Hội đồng Nhân dân Tối cao. Hiên pháp không giới hạn nhiệm kỳ của chủ tịch Ủy ban Quốc vụ. Chủ tịch Ủy ban Quốc vụ không được kiêm nhiệm đại biểu Hội đồng Nhân dân Tối cao. Hội đồng Nhân dân Tối cao có quyền bãi nhiệm chủ tịch Ủy ban Quốc vụ.
Hiến pháp không quy định những tiêu chuẩn khác đối với chủ tịch Ủy ban Quốc vụ nên công dân Triều Tiên đủ 17 tuổi trở lên có quyền ứng cử chủ tịch Ủy ban Quốc vụ.

## Nhiệm vụ và quyền hạn

### Đối nội
Chủ tịch Ủy ban Quốc vụ là lãnh đạo tối cao của của Triều Tiên và lãnh đạo công tác của Nhà nước. Chủ tịch Ủy ban Quốc vụ là người đứng đầu Ủy ban Quốc vụ, cơ quan lãnh đạo cao nhất của Triều Tiên. Ủy ban Quốc vụ thảo luận và quyết định các chính sách quan trọng của Nhà nước giám sát việc thi hành lệnh của chủ tịch Ủy ban Quốc vụ, nghị định, quyết định, chỉ thị của Ủy ban Quốc vụ và bãi bỏ quyết định, chỉ thị của các cơ quan nhà nước trái với lệnh của chủ tịch Ủy ban Quốc vụ hoặc nghị định, quyết định, chỉ thị của Ủy ban Quốc vụ.

### Bổ nhiệm
Chủ tịch Ủy ban Quốc vụ có quyền đề nghị Hội đồng Nhân dân tối cao bầu, miễn nhiệm phó chủ tịch thứ nhất, phó chủ tịch và các thành viên Ủy ban Quốc vụ. Chủ tịch Ủy ban Quốc vụ cũng có quyền bổ nhiệm, miễn nhiệm các chức danh nhà nước quan trọng nhưng hiến pháp không xác định những chức danh nhà nước quan trọng này là ai.

### Lập pháp
Chủ tịch Ủy ban Quốc vụ và Ủy ban Quốc vụ có quyền yêu cầu Hội đồng Nhân dân Tối cao bàn các vấn đề mà chủ tịch xét thấy cần thiết. Chủ tịch Ủy ban Quốc vụ công bố pháp lệnh của Hội đồng Nhân dân Tối cao, nghị định, quyết định, chỉ thị của Ủy ban Quốc vụ và ban hành lệnh. Lệnh của chủ tịch Ủy ban quốc vụ cao hơn luật do Hội đồng Nhân dân Tối cao thông qua. Ủy ban Quốc vụ giám sát việc thi hành lệnh của chủ tịch Ủy ban Quốc vụ.

### Đối ngoại
Chủ tịch Ủy ban Quốc vụ thay mặt Triều Tiên về đối ngoại, có quyền ký điều ước quốc tế, cử, triệu hồi đại diện ngoại giao của Triều Tiên ở nước ngoài, tiếp nhận đại sứ của nước ngoài và nhận quốc thư của đại sứ của nước ngoài. Tuy nhiên, theo thông lệ, chủ tịch Ủy ban thường vụ Hội đồng Nhân dân Tối cao tiếp nhận đại sứ của nước ngoài.

### Tổng tư lệnh
Chủ tịch Ủy ban Quốc vụ là tổng tư lệnh Quân đội Nhân dân Triều Tiên. Chủ tịch Ủy ban Quốc vụ thực hiện "quyền chỉ huy thống nhất" đối với lực lượng hạt nhân của Triều Tiên. Chủ tịch Ủy ban Quốc vụ có quyền tuyên bố tình trạng khẩn cấp, tình trạng chiến tranh, ban hành lệnh động viên và thành lập một ủy ban quốc phòng trong thời chiến.

### Quyền hạn khác
Chủ tịch Ủy ban Quốc vụ quyết định ban hành lệnh đặc xá.

## Danh sách chủ tịch Ủy ban Quốc vụ
| Chủ tịch Ủy ban Quốc phòng thuộc Ủy ban Nhân dân Trung ương 중앙인민위원회 국방위원회 위원장 | Chủ tịch Ủy ban Quốc phòng thuộc Ủy ban Nhân dân Trung ương 중앙인민위원회 국방위원회 위원장 | Chủ tịch Ủy ban Quốc phòng thuộc Ủy ban Nhân dân Trung ương 중앙인민위원회 국방위원회 위원장 | Chủ tịch Ủy ban Quốc phòng thuộc Ủy ban Nhân dân Trung ương 중앙인민위원회 국방위원회 위원장 | Chủ tịch Ủy ban Quốc phòng thuộc Ủy ban Nhân dân Trung ương 중앙인민위원회 국방위원회 위원장 | Chủ tịch Ủy ban Quốc phòng thuộc Ủy ban Nhân dân Trung ương 중앙인민위원회 국방위원회 위원장 | Chủ tịch Ủy ban Quốc phòng thuộc Ủy ban Nhân dân Trung ương 중앙인민위원회 국방위원회 위원장 | Chủ tịch Ủy ban Quốc phòng thuộc Ủy ban Nhân dân Trung ương 중앙인민위원회 국방위원회 위원장 | Chủ tịch Ủy ban Quốc phòng thuộc Ủy ban Nhân dân Trung ương 중앙인민위원회 국방위원회 위원장 |
| No.                                                                                          | Hình                                                                                         | Họ tên (Năm sinh – Năm mất)                                                                  | Nhiệm kỳ                                                                                     | Nhiệm kỳ                                                                                     | Nhiệm kỳ                                                                                     | Đảng                                                                                         | Đảng                                                                                         | Hội đồng Nhân dân Tối cao                                                                    |
| No.                                                                                          | Hình                                                                                         | Họ tên (Năm sinh – Năm mất)                                                                  | Nhậm chức                                                                                    | Mãn nhiệm                                                                                    | Thời gian đương nhiệm                                                                        | Đảng                                                                                         | Đảng                                                                                         | Hội đồng Nhân dân Tối cao                                                                    |
| -------------------------------------------------------------------------------------------- | -------------------------------------------------------------------------------------------- | -------------------------------------------------------------------------------------------- | -------------------------------------------------------------------------------------------- | -------------------------------------------------------------------------------------------- | -------------------------------------------------------------------------------------------- | -------------------------------------------------------------------------------------------- | -------------------------------------------------------------------------------------------- | -------------------------------------------------------------------------------------------- |
| 1                                                                                            |                                                                                              | Kim Nhật Thành 김일성 (1912–1994)                                                            | 28 tháng 12 1972                                                                             | 9 tháng 4 1992                                                                               | 19 năm, 103 ngày                                                                             |                                                                                              | Đảng Lao động Triều Tiên                                                                     | Khoá V                                                                                       |
| 1                                                                                            | Khoá VI                                                                                      | Kim Nhật Thành 김일성 (1912–1994)                                                            | 28 tháng 12 1972                                                                             | 9 tháng 4 1992                                                                               | 19 năm, 103 ngày                                                                             |                                                                                              | Đảng Lao động Triều Tiên                                                                     |                                                                                              |
| 1                                                                                            | Khoá VII                                                                                     | Kim Nhật Thành 김일성 (1912–1994)                                                            | 28 tháng 12 1972                                                                             | 9 tháng 4 1992                                                                               | 19 năm, 103 ngày                                                                             |                                                                                              | Đảng Lao động Triều Tiên                                                                     |                                                                                              |
| 1                                                                                            | Khoá VIII                                                                                    | Kim Nhật Thành 김일성 (1912–1994)                                                            | 28 tháng 12 1972                                                                             | 9 tháng 4 1992                                                                               | 19 năm, 103 ngày                                                                             |                                                                                              | Đảng Lao động Triều Tiên                                                                     |                                                                                              |
| 1                                                                                            | Khoá IX                                                                                      | Kim Nhật Thành 김일성 (1912–1994)                                                            | 28 tháng 12 1972                                                                             | 9 tháng 4 1992                                                                               | 19 năm, 103 ngày                                                                             |                                                                                              | Đảng Lao động Triều Tiên                                                                     |                                                                                              |
| Chủ tịch Ủy ban Quốc phòng 국방위원회 위원장                                                 |                                                                                              |                                                                                              |                                                                                              |                                                                                              |                                                                                              |                                                                                              |                                                                                              |                                                                                              |
| (1)                                                                                          |                                                                                              | Kim Nhật Thành 김일성 (1912–1994)                                                            | 9 tháng 4 1992                                                                               | 9 tháng 4 1993                                                                               | 1 năm, 0 ngày                                                                                |                                                                                              | Đảng Lao động Triều Tiên                                                                     | Khoá IX                                                                                      |
| 2                                                                                            |                                                                                              | Kim Jong-il 김정일 (1941–2011)                                                               | 9 tháng 4 1993                                                                               | 17 tháng 12 2011                                                                             | 18 năm, 252 ngày                                                                             |                                                                                              | Đảng Lao động Triều Tiên                                                                     | Khoá IX                                                                                      |
| 2                                                                                            | Khoá X                                                                                       | Kim Jong-il 김정일 (1941–2011)                                                               | 9 tháng 4 1993                                                                               | 17 tháng 12 2011                                                                             | 18 năm, 252 ngày                                                                             |                                                                                              | Đảng Lao động Triều Tiên                                                                     |                                                                                              |
| 2                                                                                            | Khoá XI                                                                                      | Kim Jong-il 김정일 (1941–2011)                                                               | 9 tháng 4 1993                                                                               | 17 tháng 12 2011                                                                             | 18 năm, 252 ngày                                                                             |                                                                                              | Đảng Lao động Triều Tiên                                                                     |                                                                                              |
| 2                                                                                            | Khoá XII                                                                                     | Kim Jong-il 김정일 (1941–2011)                                                               | 9 tháng 4 1993                                                                               | 17 tháng 12 2011                                                                             | 18 năm, 252 ngày                                                                             |                                                                                              | Đảng Lao động Triều Tiên                                                                     |                                                                                              |
| Khuyết (17 tháng 12 năm 2011 – 13 tháng 4 năm 2012)                                          |                                                                                              |                                                                                              |                                                                                              |                                                                                              |                                                                                              |                                                                                              |                                                                                              |                                                                                              |
| Chủ tịch thứ nhất Ủy ban Quốc phòng 국방위원회 제1위원장                                     |                                                                                              |                                                                                              |                                                                                              |                                                                                              |                                                                                              |                                                                                              |                                                                                              |                                                                                              |
| 3                                                                                            |                                                                                              | Kim Jong-un 김정은 (sinh năm 1983)                                                           | 13 tháng 4 2012                                                                              | 29 tháng 6 2016                                                                              | 4 năm, 77 ngày                                                                               |                                                                                              | Đảng Lao động Triều Tiên                                                                     | Khoá XII                                                                                     |
| 3                                                                                            | Khoá XIII                                                                                    | Kim Jong-un 김정은 (sinh năm 1983)                                                           | 13 tháng 4 2012                                                                              | 29 tháng 6 2016                                                                              | 4 năm, 77 ngày                                                                               |                                                                                              | Đảng Lao động Triều Tiên                                                                     |                                                                                              |
| Chủ tịch Ủy ban Quốc vụ 국무위원장                                                           |                                                                                              |                                                                                              |                                                                                              |                                                                                              |                                                                                              |                                                                                              |                                                                                              |                                                                                              |
| (3)                                                                                          |                                                                                              | Kim Jong-un 김정은 (sinh năm 1983)                                                           | 29 tháng 6 2016                                                                              | Đương nhiệm                                                                                  | 8 năm, 268 ngày                                                                              |                                                                                              | Đảng Lao động Triều Tiên                                                                     | Khoá XIV                                                                                     |
| (3)                                                                                          | Khoá XIV                                                                                     | Kim Jong-un 김정은 (sinh năm 1983)                                                           | 29 tháng 6 2016                                                                              | Đương nhiệm                                                                                  | 8 năm, 268 ngày                                                                              |                                                                                              | Đảng Lao động Triều Tiên                                                                     |                                                                                              |